# Teliżynci (rejon zasławski)
Teliżynci (ukr. Теліжинці) – wieś na Ukrainie, w obwodzie chmielnickim, w rejonie zasławskim. W 2001 roku liczyła 578 mieszkańców.